# 峰山陣屋跡のエノキ

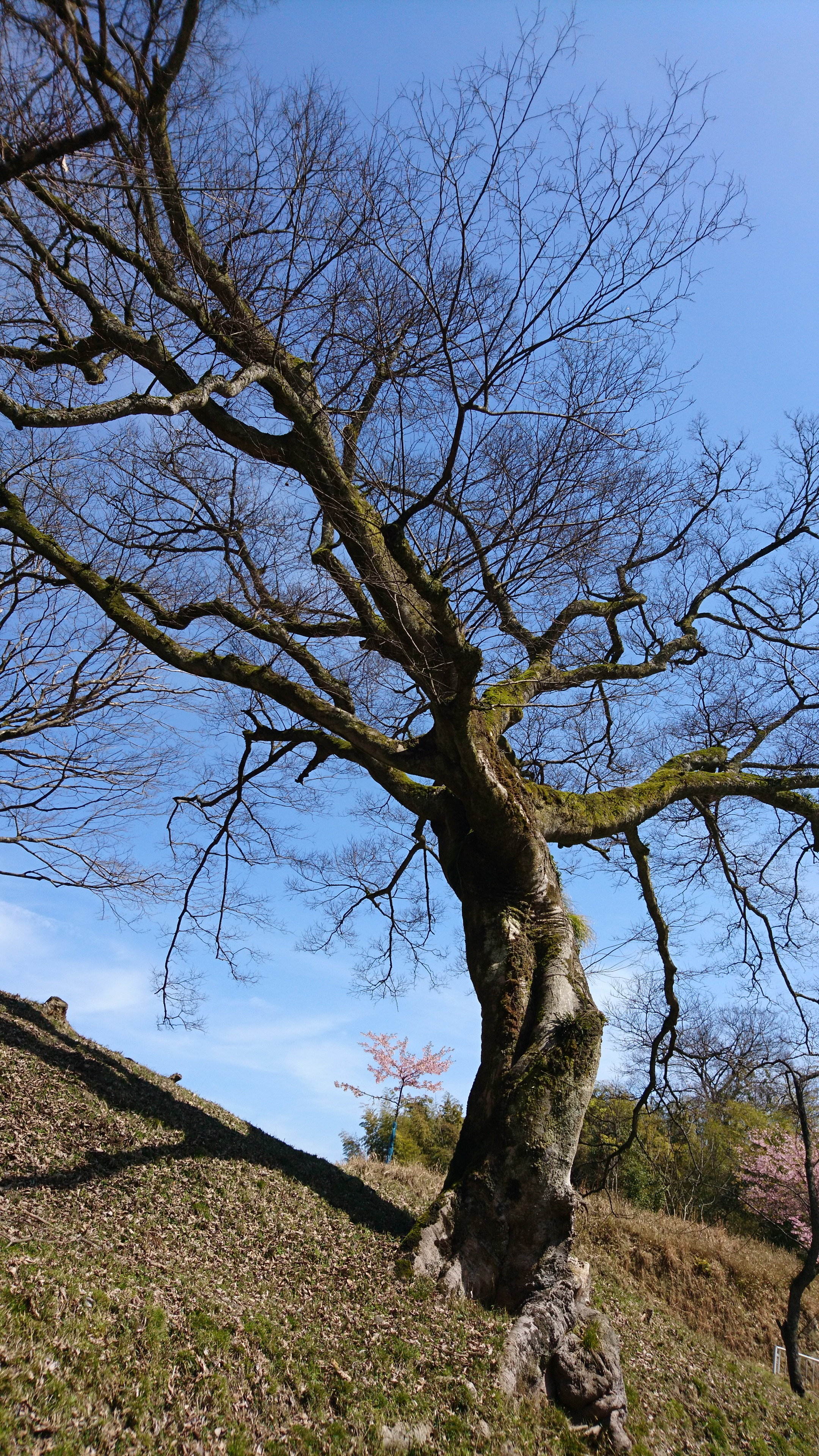
2019年3月

峰山陣屋跡のエノキ（みねやまじんやあとのエノキ）は、京都府京丹後市峰山町に所在する落葉高木エノキ（学名：Celtis sinensis var.japonica）の古木である。2008年（平成20年）7月8日、京丹後市指定天然記念物に指定された。
かつては約1,000平方メートルにも及ぶといわれた、最大の特徴である樹冠は、2015年（平成27年）の大雪によって根元近くから枝の1本が失われたことにより、3分の2ほどまで縮小した。

## 特徴
胸高の幹周り4.43メートル、樹高約15メートル。一般的にエノキは腐りやすい木であるが、峰山陣屋跡のエノキは古木であるものの大きな腐りはなく樹勢が盛んで、樹冠投影面積1000平方メートルに及んだ枝ぶりが最大の特徴とされ、京丹後市指定天然記念物に指定された。樹齢は推定250～300年。
かつては根本近くから二股に幹が聳え、枝を広げていたが、2015年（平成27年）に雪の重みで1本が根元近くから折れて失われ、現在は1本立ちとなっている。

## 歴史
関ヶ原の戦い以降、明治維新まで一帯を支配した峯山藩京極氏の拠点となった峰山陣屋跡地の、石段の脇に生育する。立地から考えて天然木ではなく、陣屋が整備された後に植樹されたものと推定される。
京極氏の拠点は、関ケ原以前には権現山に築いた吉原山城であったが、江戸時代に入ってこの山城を廃して、山麓の丘陵地に整備された（峰山城）。『峰山郷土史』によれば、1622年（元和元年）のことと伝えられる。明治維新までの約250年間、初代京極高通から12代京極高陳までの在所となった。

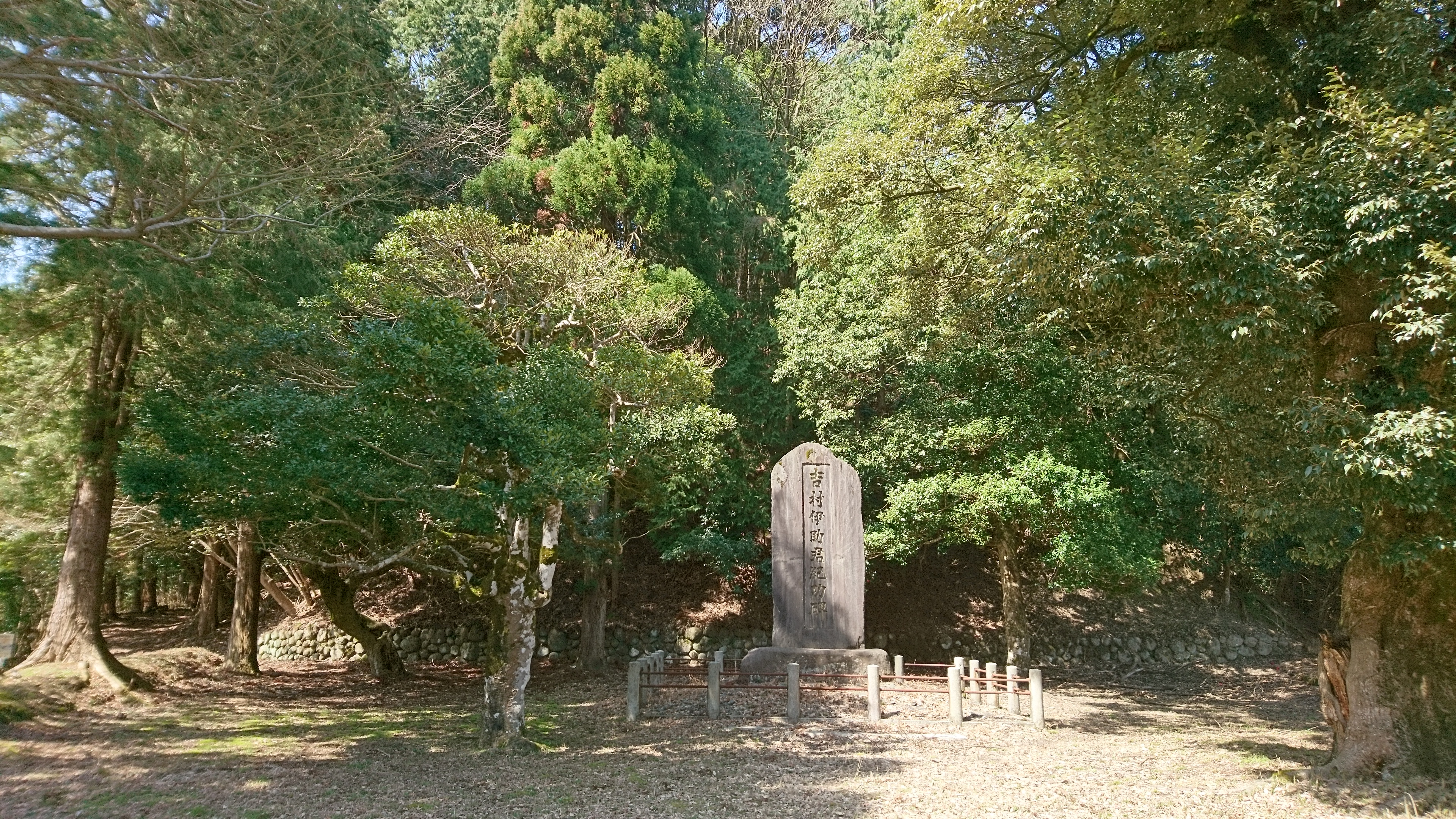
峰山陣屋跡の高台の広場

峯山藩は、この陣屋を中心に侍屋敷や長屋などが整備され、城下町が形成された。京極氏は1720年（享保5年）に藩内の絹屋佐平治（のちの森田治郎兵衛）によって創織された丹後ちりめんを手厚く保護し、金刀比羅神社を創建するなど、現在の峰山町の基礎を築いた。陣屋は、その城下町を見下ろす高台に所在した。頂の広場には、明治時代に丹後ちりめんで財を成し、峰山町の近代化に大きく貢献して「縮緬王」と称された吉村伊助の顕彰碑が建つ。建物は廃藩置県の後に失われ、2014年（平成26年）時点で、周辺の跡地は畑となっている。
木のふもとには峰山町第一区区民会館があり、エノキは現在でも地域住民のシンボルとされている。

## 現地情報

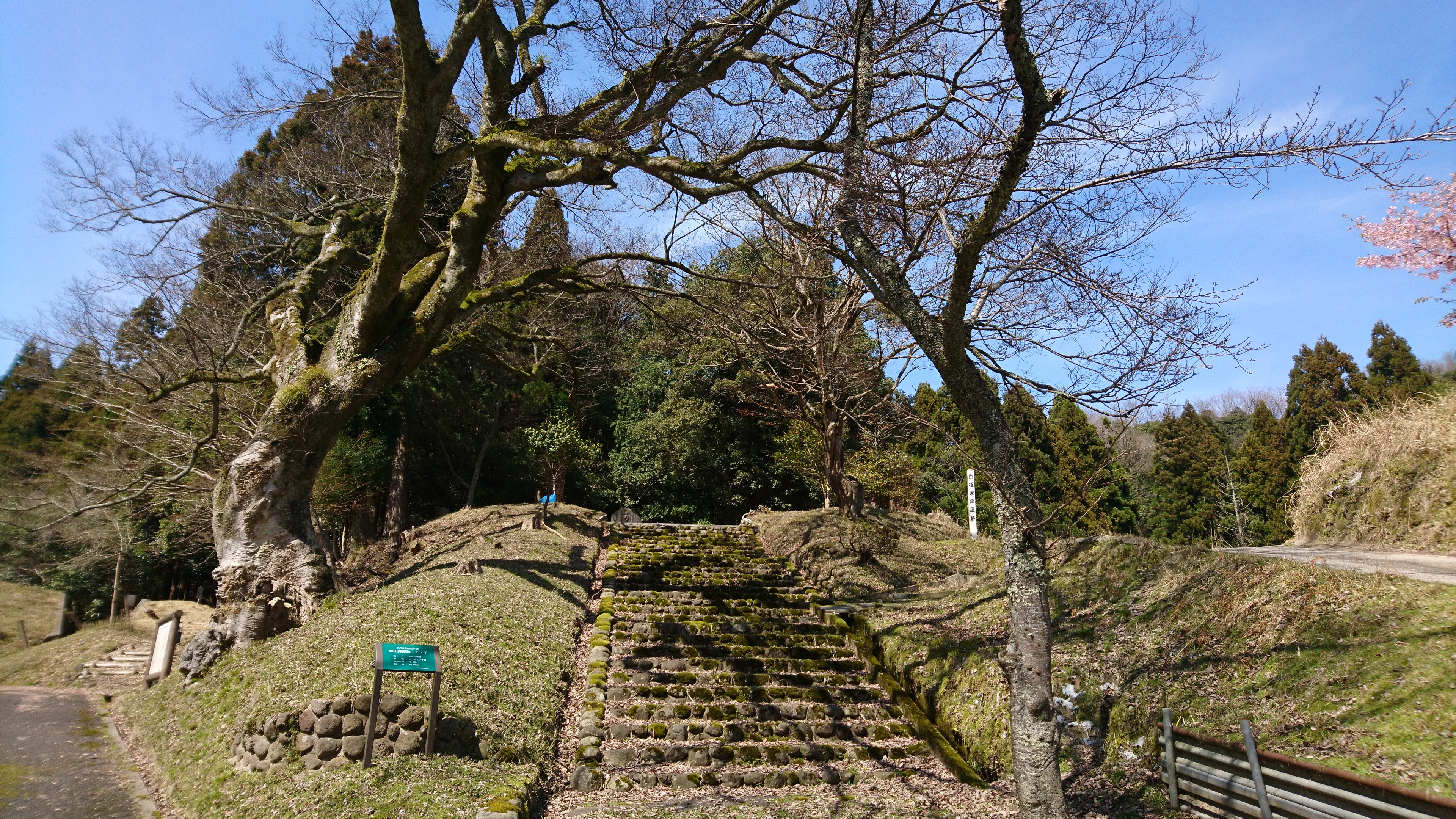
石段左手の巨木が「峰山陣屋跡のエノキ」

### 所在地
京丹後市峰山町吉原97-2（峰山陣屋跡地）

### 交通アクセス
- 公共交通　-　京都丹後鉄道峰山駅下車、丹海バス網野方面行き「吉原」下車、西に約50m[5]。
- 車　-　国道312号「桜内」交差点から西方面約10km、府道17号北上約2km[5]。

### 周辺情報
- 常立寺
京極氏の菩提寺で、丹後ちりめん始祖・森田治郎兵衛の墓がある。日本遺産「丹後ちりめん回廊」構成文化財のひとつで、京極家の墓地は京丹後市指定文化財に指定されている。
- 権現山
標高181メートル。山頂は古来「山祇山（やまずみやま）」と呼ばれた信仰の対象であり、金峰神社奥宮が鎮座する。14世紀末には吉原山城が築かれ、蔵王権現を祀るとともに、京極氏の時代まで代々の権力者の支配拠点となった。権現山京都府歴史的自然環境保全地域に指定される[6]。